# Hanni
Hanni oder Hanny ist die Kurzform des weiblichen Vornamens Johanna. Der Name hat seinen Ursprung im hebräischen Hannah.

## Namensträger

### Vorname, weiblich
- Hanny Alders (1946–2010), niederländische Schriftstellerin
- Hanny Allston (* 1986), australische Orientierungsläuferin
- Hanny Brentano (1872–1940), österreichische Schriftstellerin
- Hanny Christen (1899–1976), Schweizer Volkskundlerin und Sammlerin
- Hanni Fink (um 1910–nach 1939), deutsch-tschechische Rennrodlerin
- Hanny Fries (1918–2009), Schweizer Malerin
- Hanni Hüsch (* 1957), deutsche Fernsehjournalistin
- Hanni Ossott (1946–2002), venezolanische Autorin, Journalistin und Übersetzerin
- Hanni Reinwald (1903–1978), deutsche Schauspielerin
- Hanni Schaaf (* 1933), deutsche Schriftstellerin
- Hanni Vanhaiden (* 1942), deutsche Fernsehansagerin
- Hanni Weisse (1892–1967), deutsche Schauspielerin der Stummfilmzeit
- Hanni Wenzel (* 1956), liechtensteinische Skirennläuferin

### Vorname, männlich
- Hanni Bjartalíð (* 1968), färöischer Maler
- Hanny Franke (1890–1973), deutscher Landschaftsmaler

### Familienname
- Lucius Hanni (1875–1931), österreichischer Mathematiker
- Sirli Hanni (* 1985), estnische Biathletin
- Sofiane Hanni (* 1990), französisch-algerischer Fußballspieler

### Sonstiges
- Frau Hanni, deutscher Stummfilm (1913)
- Hanni und Nanni, Kinderbuchreihe von Enid Blyton
- Hannilein, Comedyfigur von Hape Kerkeling